# Montivipera albicornuta
 Montivipera albicornuta  (Syn.: Vipera albicornuta) ist eine mittelgroße Giftschlange aus der Familie der Vipern (Viperidae) Eurasiens.

## Beschreibung
Montivipera albicornuta wird maximal 66 cm lang. Sie hat einen schmalen, vom Körper jedoch klar abgesetzten Kopf und senkrecht geschlitzte Pupillen.

### Beschuppung
Die Schilde der Kopfoberseite sind in 39 bis 40 kleine gekielte Schuppen aufgeteilt. Die Oberaugenschilder sind groß, erhöht und von den Augen durch eine Reihe sehr kleiner Schuppen getrennt. Die Unteraugenschilde sind in 24 bis 28 Einzelschuppen aufgelöst, die Augen von einem inneren Ring aus 13 bis 15 und einem nicht geschlossenen zweiten Ring von 15 bis 17 Schuppen umgeben. Von den neun Oberlippenschildern (Supralabialia) werden die Augen durch eine oder zwei Reihen von Unteraugenschildern und von den Supranasalen durch zwei Canthalen getrennt.
Die Nasenlöcher liegen in einem einzelnen Nasenschild (Nasale), der teilweise mit den Pränasalen verschmolzen ist und an jeweils zwei Rostralschilden angrenzt. Der untere Lippenrand wird durch elf bis zwölf Sublabialia gebildet. Außerdem existieren unterhalb des Kopfes zwei große vordere und vier hintere Kinnschilde sowie zwei bis drei Präventralen.
Die Körper- und Kopfschuppen sind gekielt. Am Rücken befinden sich in der Regel 23 Schuppenreihen um die Körpermitte. Bauchseitig sind 165 bis 171 Bauchschilde (Ventralia) und nach einem ungeteilten Analschild 35 bis 38 paarige Unterschwanzschilde (Subcaudalia) vorhanden.

### Färbung
Die Grundfärbung der Schlange ist grau mit einem bräunlichen Zickzack-Band aus 44 bis 52 Windungen und mit schwarzem Rand. Beiderseits des Rückens zieht sich zudem eine Reihe von dunklen Flecken entlang.
Vom Auge bis zum Mundwinkel zieht sich ein dunkles Schläfenband. Ein weiteres dunkles Band reicht von der Augenunterkante zum Mund. Am Hinterkopf besitzt die Schlange tropfenförmige dunkle Flecken. Die Kehle ist hell mit dunkler Sprenkelung. Der Bauch ist dunkel mit hellen Schattierungen.

## Verbreitung und Lebensraum

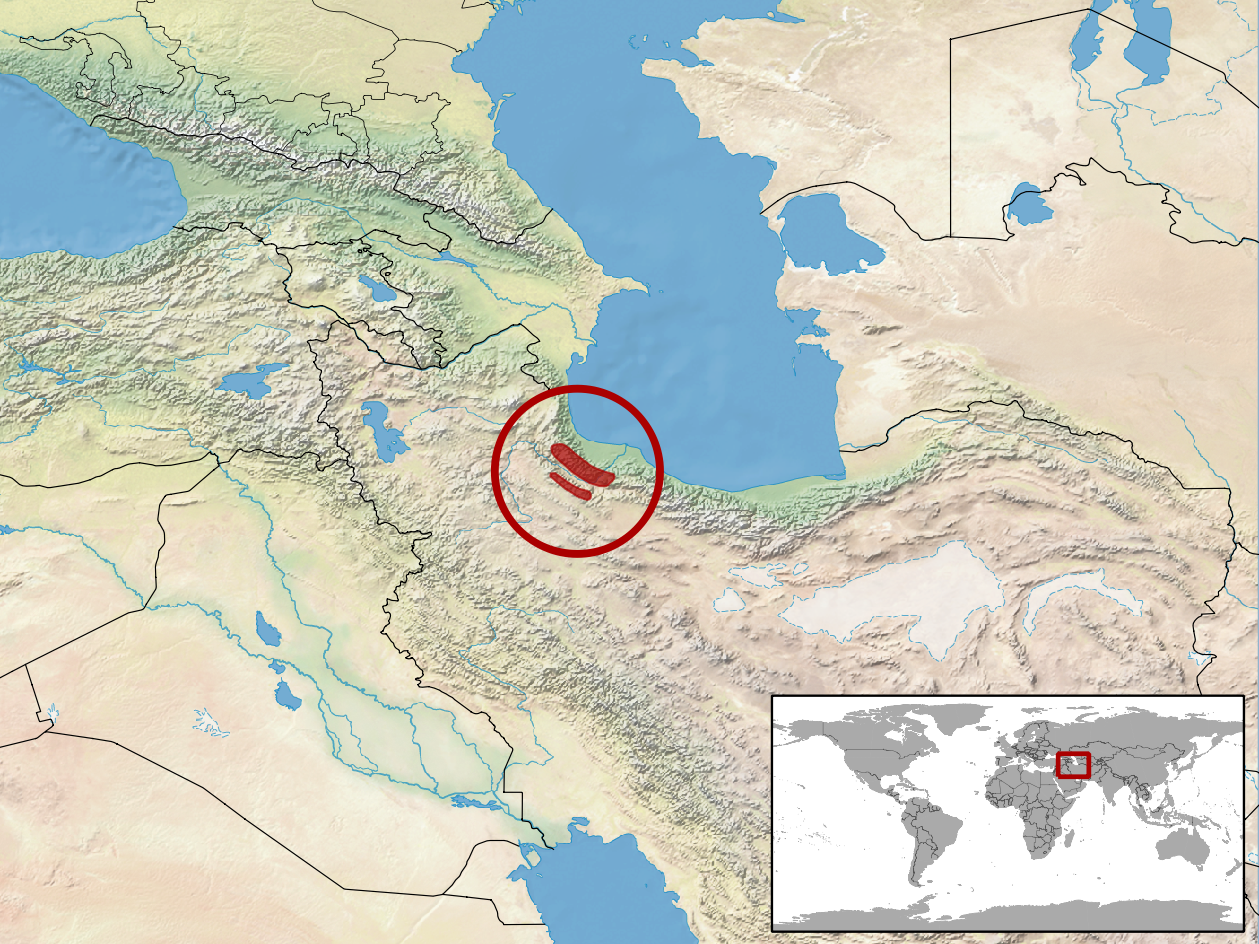
Verbreitungsgebiet

Das Verbreitungsgebiet der Schlange ist beschränkt auf das Hochland von Zandschan und die umgebenden Bergregionen des Elburs-, Talysh- und Zandschargebirges im nordwestlichen Iran. Die Typlokalität ist der Ort Abhar im Zandschan-Tal zwischen Täbris und Teheran.
Wie alle anderen Arten des Montivipera-Komplexes lebt diese Schlange im trockenen vegetationsarmen Hochland mit steinigem und sandigem Untergrund. Die Vegetation besteht vor allem aus Gräsern und Gebüsch.

## Lebensweise
Über die Lebensweise der Schlange liegen nur wenige konkreten Informationen vor. Nach Mallow et al. 2003 sind große Gemeinsamkeiten mit der Armenischen Bergotter (Montivipera raddei) anzunehmen. Wie andere Vipern ernährt sie sich vor allem von Kleinsäugern und Eidechsen wie Darevskia raddei; die Jungtiere außerdem von Insekten (vor allem Heuschrecken).
Zudem ist sie lebendgebärend.

## Systematik
Die taxonomische Einordnung der Art befindet sich aktuell in der Diskussion, daher finden sich in der Literatur zwei alternative Gattungsbezeichnungen. Traditionell wurde die Bergotter der Gattung Vipera zugeordnet und bildete innerhalb dieser einen Artkomplex mit einer Reihe weiterer Arten, der als Vipera xanthina-Komplex bezeichnet wird. Alle Arten innerhalb dieses Komplexes teilen anatomische Merkmale mit der Bergotter und leben über den kleinasiatischen Raum verstreut in größeren Höhen relativ isolierter Berglandschaften.
Einschließlich der Bergotter gehören der Gattung Montivipera heute folgende Arten an:
- Montivipera albicornuta
- M. albizona
- Libanesische Bergotter (M. bornmuelleri)
- Taurische Bergotter (M. bulgardaghica)
- Elburs-Bergotter (M. latifii)
- Armenische Bergotter (M. raddei)
- Wagners Bergotter (M. wagneri)
- Kleinasiatische Bergotter (M. xanthina)

Einige dieser Arten galten bis vor wenigen Jahren als Unterarten der Kleinasiatischen Bergotter, dabei ist der Artstatus beispielsweise von V. bulgardaghica oder V. albicornuta bis heute umstritten.
1999 wurde für diesen Komplex eine Auslagerung aus der Gattung Vipera unter dem neuen Gattungsnamen Montivipera vorgeschlagen, der sich in der Literatur allerdings nur bedingt durchsetzen konnte. So führen Joger und Nilson 2005 die Bergotter unter dem Artnamen Montivipera xanthina und die Datenbank The Reptile Database hat die Gattung Montivipera als eigene Gattung aufgestellt und von Vipera getrennt. Mallow et al. 2003 führt diese und die anderen Arten jedoch weiterhin unter den etablierten Namen innerhalb der Gattung Vipera und ordnen sie der Untergattung Montivipera zu.
Durch Lenk et al. 2001 wurde die Monophylie der Montivipera-Arten als eigenes Taxon über immunologische Untersuchungen bestätigt. Diese stellen entsprechend den Ergebnissen allerdings die Schwestergruppe zweier Großvipern-Arten (Macrovipera) innerhalb eines Komplexes aus Daboia, Macrovipera und den Montivipera-Arten dar, wodurch die Gattung Vipera mit Einbeziehung der Untergattung Montivipera nicht mehr als natürliche Verwandtschaftsgruppe mit allen Abkömmlingen einer Stammart (monophyletische Gruppe) haltbar und als paraphyletisch zu betrachten ist.
| N.N. | \| \| Montivipera \| \| \| \| \| \| Macrovipera \| \| \| \| |
|      | \| \| Montivipera \| \| \| \| \| \| Macrovipera \| \| \| \| |
|      | Daboia                                                      |
|      |                                                             |
|      | Montivipera                                                 |
|      |                                                             |
|      | Macrovipera                                                 |
|      |                                                             |

|  | Montivipera |
|  |             |
|  | Macrovipera |
|  |             |

| N.N. | \| \| Montivipera \| \| \| \| \| \| Macrovipera \| \| \| \| |
|      | \| \| Montivipera \| \| \| \| \| \| Macrovipera \| \| \| \| |
|      | Daboia                                                      |
|      |                                                             |
|      | Montivipera                                                 |
|      |                                                             |
|      | Macrovipera                                                 |
|      |                                                             |

|  | Montivipera |
|  |             |
|  | Macrovipera |
|  |             |

| N.N. | \| \| Montivipera \| \| \| \| \| \| Macrovipera \| \| \| \| |
|      | \| \| Montivipera \| \| \| \| \| \| Macrovipera \| \| \| \| |
|      | Daboia                                                      |
|      |                                                             |
|      | Montivipera                                                 |
|      |                                                             |
|      | Macrovipera                                                 |
|      |                                                             |

|  | Montivipera |
|  |             |
|  | Macrovipera |
|  |             |

| N.N. | \| \| Montivipera \| \| \| \| \| \| Macrovipera \| \| \| \| |
|      | \| \| Montivipera \| \| \| \| \| \| Macrovipera \| \| \| \| |
|      | Daboia                                                      |
|      |                                                             |
|      | Montivipera                                                 |
|      |                                                             |
|      | Macrovipera                                                 |
|      |                                                             |

|  | Montivipera |
|  |             |
|  | Macrovipera |
|  |             |

| N.N. | \| \| Montivipera \| \| \| \| \| \| Macrovipera \| \| \| \| |
|      | \| \| Montivipera \| \| \| \| \| \| Macrovipera \| \| \| \| |
|      | Daboia                                                      |
|      |                                                             |
|      | Montivipera                                                 |
|      |                                                             |
|      | Macrovipera                                                 |
|      |                                                             |

|  | Montivipera |
|  |             |
|  | Macrovipera |
|  |             |

| N.N. | \| \| Montivipera \| \| \| \| \| \| Macrovipera \| \| \| \| |
|      | \| \| Montivipera \| \| \| \| \| \| Macrovipera \| \| \| \| |
|      | Daboia                                                      |
|      |                                                             |
|      | Montivipera                                                 |
|      |                                                             |
|      | Macrovipera                                                 |
|      |                                                             |

|  | Montivipera |
|  |             |
|  | Macrovipera |
|  |             |

| N.N. | \| \| Montivipera \| \| \| \| \| \| Macrovipera \| \| \| \| |
|      | \| \| Montivipera \| \| \| \| \| \| Macrovipera \| \| \| \| |
|      | Daboia                                                      |
|      |                                                             |
|      | Montivipera                                                 |
|      |                                                             |
|      | Macrovipera                                                 |
|      |                                                             |

|  | Montivipera |
|  |             |
|  | Macrovipera |
|  |             |

| N.N. | \| \| Montivipera \| \| \| \| \| \| Macrovipera \| \| \| \| |
|      | \| \| Montivipera \| \| \| \| \| \| Macrovipera \| \| \| \| |
|      | Daboia                                                      |
|      |                                                             |
|      | Montivipera                                                 |
|      |                                                             |
|      | Macrovipera                                                 |
|      |                                                             |

|  | Montivipera |
|  |             |
|  | Macrovipera |
|  |             |

Diese Ansicht wird bestätigt durch Garrigues et al. 2004, in dem die Vipern eine europäische Sektion aus verschiedenen Vipera-Arten sowie eine orientalische Sektion aus den benannten Gattungen Daboia und Macrovipera sowie den Montivipera-Arten bilden. Heute werden entsprechend alle Arten des xanthina-Kolmplexes der Gattung Montivipera zugeschlagen.

## Schlangengift
Die Kenntnisse über das Gift von Montivipera albicornuta sind relativ begrenzt. Bei früheren Untersuchungen im Iran wurden in der Regel alle Bergottern wie die Armenische Bergotter, die Elburs-Bergotter und auch Montivipera albicorna als Kleinasiatische Bergotter (V. xanthina) angesehen. Über die Epidemiologie dieser Art liegen entsprechend keine bereinigten Daten vor.

### Giftmenge
Aufgrund von Daten aus dem Razi Serum Institute in Teheran liegen Angaben zur Giftmenge der Schlange vor. Demnach beträgt die durchschnittliche Giftmenge 7 bis 18 mg Trockengewicht pro Schlange. Diese Menge ist weitgehend unabhängig von der Jahreszeit, allerdings nimmt sie im Herbst verglichen mit den Frühjahr und Sommer leicht ab. Bei den Weibchen liegt die Giftmenge im Durchschnitt bei 5 mg/Zahn, bei den Männchen zwischen 7 und 8 mg/Zahn.

### Zusammensetzung und Wirkung
Wie die meisten Viperngifte ist auch das Gift von Montivipera albicornuta vor allem hämotoxisch, es zerstört also Zellen des Blutes und die sie umgebenden Gewebe durch verschiedene Proteasen. Hämotoxine führen zu Gewebezerstörungen, inneren Blutungen und Schwellungen sowie Nekrosen und sind sehr schmerzhaft. Zu den wirksamsten Bestandteilen des Giftes gehören Proteine, die die Blutgerinnung unterdrücken und damit gemeinsam mit den gewebezerstörenden Anteilen innere Blutungen verursachen. Hinzu kommen Neurotoxine, die eine lähmende Wirkung auf das Nervensystem haben können; entsprechende Effekte sind aber aufgrund der geringen Neurotoxinmengen beim Menschen sehr selten.
Die Wirkung des Giftes entspricht weitgehend der anderer europäischer Vipern. Der Biss führt zu einer Schwellung mit Nekrose und verstärkten Blutung an der Bissstelle. Zudem kommt es meistens zu einer Hypotonie des Betroffenen sowie weiteren Schocksymptomen wie Übelkeit und Erbrechen, Bauchschmerzen und häufig auch Durchfall. In seltenen Fällen kommt es zur Bewusstlosigkeit oder Bewusstseinsstörungen, tödliche Bissunfälle sind bei dieser Schlangenart unbekannt.
Zur Behandlung existieren eine Reihe von polyvalenten Antiveninen, die unspezifisch bei den meisten Vipera-Arten Europas und des mittleren Ostens wirken. Diese werden allerdings erst bei stärkeren Symptomen auf Weisung eines Arztes angewendet.

## Belege
1. ↑  G. Nilson, C. Andrés: Systematics of the Vipera xanthina complex (Reptilia: Viperidae). I. A new Iranian viper in the raddei species-group. Amphibia-Reptilia 6 (2), 1985; S. 207–214.
2. 1 2  G. Nilson, C. Andrés: The mountain vipers of the middle east – The Vipera xanthina complex (Reptilia, Viperidae). Bonner zoologische Monographien Nr. 20, Bonn 1986; ISBN 3-925382-20-8
3. ↑  Alle Angaben nach Mallows et al. 2003
4. ↑  Montivipera In: The Reptile Database; abgerufen am 6. Januar 2011.
5. ↑  Lenk, P., S. Kalayabina, M. Wink & U. Joger: Evolutionary relationships among the true vipers (Reptilia: Viperidae) inferred from mitochondrial DNA sequences. Molecular Phylogenetics and Evolution 19; 2001: 94–104. (Volltext-PDF)
6. ↑  Thomas Garrigues,  Catherine Dauga, Elisabeth Ferquel, Valérie Choumet and Anna-Bella Failloux: Molecular phylogeny of Vipera Laurenti, 1768 and the related genera Macrovipera (Reuss, 1927) and Daboia (Gray, 1842), with comments about neurotoxic Vipera aspis aspis populations. Molecular Phylogenetics and Evolution 35 (1), 2005; S. 35–47.
7. ↑  Nikolaus Sümple, Ulrich Joger: Recent advances in phylogeny and taxonomy of Near and Middle Eastern Vipers – an update.  ZooKeys 31 (2009), Special Issue. (PDF-Download (Memento des Originals vom 8. Januar 2010 im Internet Archive)  Info: Der Archivlink wurde automatisch eingesetzt und noch nicht geprüft. Bitte prüfe Original- und Archivlink gemäß Anleitung und entferne dann diesen Hinweis.).